# Toy Story Mania!
Pour les articles homonymes, voir Toy Story (homonymie).
Toy Story Mania! est un jeu vidéo  sorti en 2009 sur Wii et édité par Disney Interactive.
Le jeu reprend l'univers des films Toy Story et plus particulièrement le concept de l'attraction Toy Story Midway Mania, présente dans les parcs à thème Disney's Hollywood Studios et Disney California Adventure aux États-Unis. Le joueur doit alors tirer sur différentes cibles en visant l'écran et ainsi marquer le maximum de points.

## Distribution
Tom Hanks : Woody 
Tim Allen : Buzz l'Éclair 
Joan Cusack : Jessie 
Don Rickles : M. Patate
Estelle Harris : Mme Patate 
John Ratzenberger : Hamm
Eddie Murphy : Jojo Monstre Bratt
Wallace Shawn : Rex
Blake Clark : Chien Slinky
John Morris : Andy
Madeleine McGraw : Bonnie 
Lori Alan : La maman de Bonnie
Laurie Metcalf : La maman d'Andy 
Kristen Schaal : Trixie
Timothy Dalton : M. Pricklepants
Jeff Garlin : Bouton d'Or 